# Nordicismo

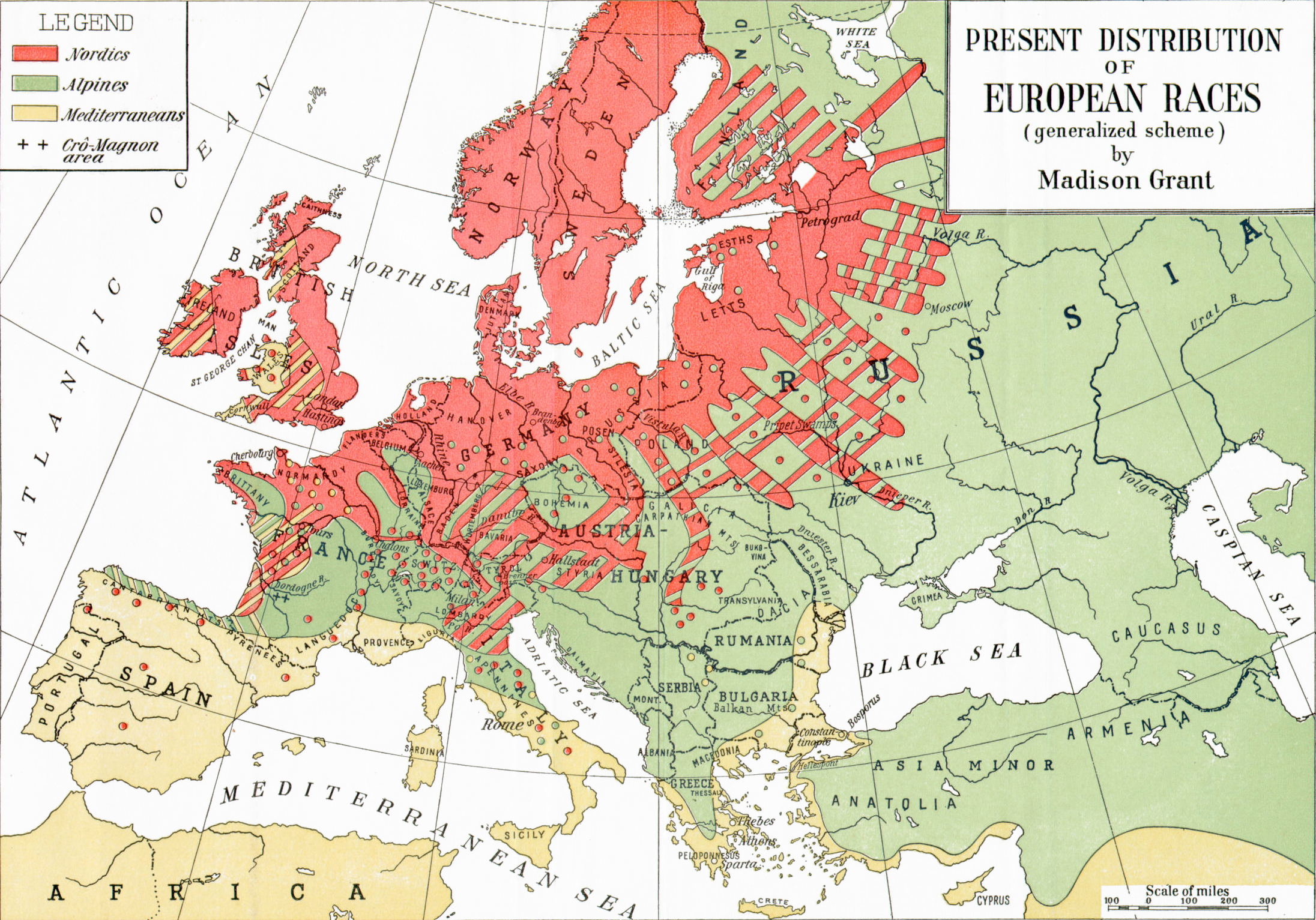
Mapa de Madison Grant (1916), que muestra la distribución de las "razas europeas". La influencia genética nórdica aparecería en color rojo. El verde indicaría la raza alpina y el amarillo la raza mediterránea.

El nordicismo o teoría nórdica fue una tesis racial en boga a finales del siglo XIX y principios del siglo XX. Aprovechaba el modelo de la antropología común de su época, según el cual los pueblos europeos se dividían en tres subramas de la raza caucásica: la nórdica, la alpina y la mediterránea. 
Enseñaba que la raza nórdica estaba extendida por el Norte de Europa, especialmente entre los hablantes de las lenguas germánicas, se caracterizaba por tener una piel muy clara sonrosada o rosada y por ser individuos de considerable estatura, rostros y cabeza alargados dolicocéfalo, pelo rubio o pelirrojo y predominantemente ojos claros (azules, verdes, grises o ámbar).
Por su parte, la raza alpina o dinárica predominaría en la Europa central y estaría caracterizada por una menor estatura y la cabeza relativamente braquicéfala, de todas formas compartiendo niveles de pigmentación con la anteriormente mencionada.
La raza mediterránea sería predominante en el sur de Europa (por ejemplo en Portugal, España y el sur de Francia), en el Norte de África, en gran parte de Asia occidental, en ciertas partes de la Europa oriental y en menor medida en ciertas partes de las islas británicas y estaría caracterizada por tener una piel clara rosada o una piel clara ligeramente bronceada, que puede ir del rosado claro al café claro, estatura baja, mediana o alta, y en mayoría de cabello y ojos oscuros (fue una de las razas más discutidas junto con los nórdicos debido a su similitud física en ciertos aspectos; especialmente los mediterráneos europeos, por ejemplo, eran considerados dolicocéfalos).

## Orígenes de la teoría nórdica
El término «nórdico» fue propuesto primeramente como grupo racial por el antropólogo francés Joseph Deniker. Sin embargo, fue la obra del sociólogo/economista William Z. Ripley la que popularizó la idea de las tres razas europeas haciendo uso de la terminología acuñada por Deniker (anteriormente Ripley había empleado «teutón» como designación) en su obra de referencia Las Razas de Europa, en la que distinguía las razas europeas basándose en diversas mediciones antropométricas y teniendo en cuenta principalmente la estatura y el índice cefálico. El teórico racialista anglogermano Houston Stewart Chamberlain, que constituiría un modelo a seguir para Adolf Hitler, concibió a los nórdicos como los pueblos celtas y germánicos originarios, así como algunos pueblos eslavos. Se trataba de los baltos, belgas, neerlandeses, ingleses, franceses, alemanes, irlandeses, polacos, escandinavos, escoceses y galeses. Chamberlain llamaría celtogermánicos a estos pueblos.

## Nordicismo y supremacía racial

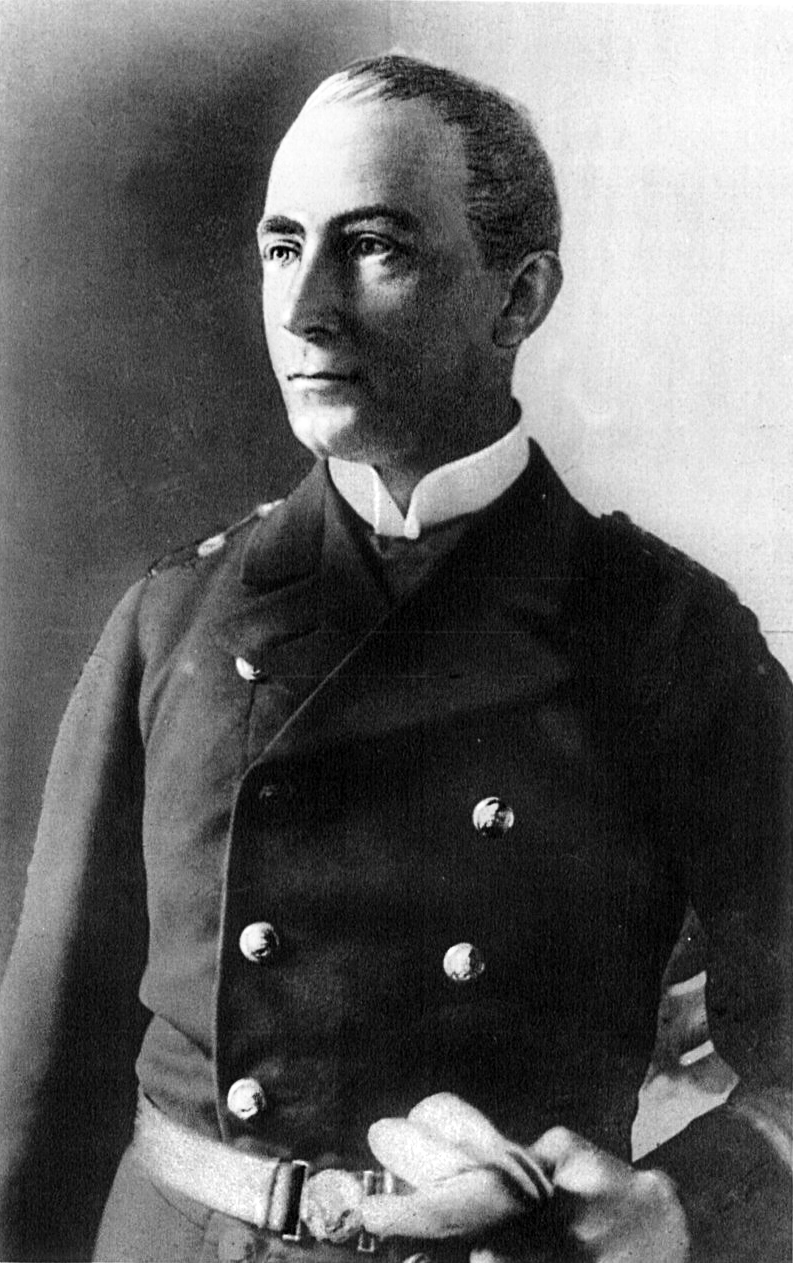
El Meyers Blitz-Lexikon (Leipzig, 1932) muestra al famoso alemán héroe de guerra (Karl von Müller) como un ejemplo del tipo nórdico.

Entre muchos supremacistas blancos europeos y estadounidenses, la raza nórdica llegó a ser considerada como la más avanzada de las poblaciones humanas, de ahí que la ideología nazi la equiparara con la «raza de señores» aria. En los Estados Unidos, el principal difusor del «nordicismo» fue el autor pro-eugenesia Madison Grant. Basándose en estas teorías, defendió la adopción de políticas antiinmigratorias en la década de 1920 en los Estados Unidos, sosteniendo que los inmigrantes del sur y el este de Europa representaban a un tipo «inferior» de europeos y, por tanto, su entrada debía restringirse. Grant fue más estricto que sus predecesores, como Chamberlain, a la hora de atribuir la categoría de nórdico y sostuvo que los pueblos con el menor rastro de ascendencia no nórdica eran inferiores. Su libro sobre el nordicismo The Passing of the Great Race, or the Racial Basis of European History (1916) ejerció una gran influencia sobre el gobierno, las ideas y la política raciales. Incluso en la cultura popular F. Scott Fitzgerald invoca las ideas de Grant a través de un personaje de El gran Gatsby. Grant sostenía que la raza nórdica había sido responsable de la mayoría de los avances de la humanidad y que el «mestizaje» constituía «suicidio racial». Según Grant, si no se introducían políticas de eugenesia, la raza nórdica sería sustituida por las razas «inferiores». El nordicismo es una variedad del supremacismo blanco que no admite la igualdad de todas las ramas de la «raza blanca». Los italianos, los griegos, los portugueses, los españoles y los eslavos figuran entre aquellos blancos de segunda categoría, mientras que los judíos se encontrarían entre aquellos considerados inferiores.
El hecho de que los pueblos mediterráneos europeos pudieran identificarse con la mayoría de las grandes civilizaciones de la Antigüedad, constituyó un problema para los que abogaban por los méritos de la raza nórdica. El influyente libro de Giuseppe Sergi The Mediterranean Race (1901) sostenía que la mezcla de la raza mediterránea fue lo que le confirió su ventaja creativa. La explicación especulativa de Grant a este problema fue afirmar que muchos de los logros de la cultura mediterránea fueron en realidad el resultado de genes nórdicos que habían entrado en el caudal genético mediterráneo como resultado de unas antiguas invasiones de pueblos del norte.

## Birracialismo
En los Estados Unidos, no obstante, la concepción de la raza en semejantes términos perdió terreno en el crispado teatro político surgido tras la Primera Guerra Mundial, a raíz de la gran emigración afrodescendiente a los centros industriales del norte del país y posteriormente con la Gran Depresión de los años 1930. El influjo de la población negra en los estados norteños dio lugar a una fusión de los diferentes estratos raciales en una nueva concepción, que el teórico racialista y autor pro-eugenesia Lothrop Stoddard llamó «bi-racialismo», con la cual se abandonaba todo el sistema de gradaciones de la «raza blanca» defendido por Grant. Este nuevo pensamiento, que establecía una distinción bipartita entre negros y blancos, fue abrazado con igual intensidad tanto por supremacistas blancos como por nacionalistas negros. Entre estos últimos se encuentra Marcus Garvey y, en parte, un W.E.B. Du Bois tardío.

## Nordicismo y nazismo
Pero mientras la teoría nordicista perdía apoyo en Estados Unidos, a su vez era algo influyente en Alemania bajo el auge de Adolf Hitler, que era proclive a relacionar a los nórdicos con el máximo estrato de superioridad dentro de la raza aria. El libro de Grant fue la primera obra no escrita por un alemán que el Estado nazi tradujo y publicó. Grant solía enorgullecerse de enseñar una carta de Alfred Rosenberg [editor del Völkischer Beobachter alemán] en la que este afirmaba que el libro de Grant era «su biblia». Paradójicamente, en la primera edición de su popular libro, Grant clasificaba a los alemanes como mayoritariamente nórdicos, mientras que en su segunda edición, publicada tras la entrada de los Estados Unidos en la Segunda Guerra Mundial, recalificó a la entonces potencia enemiga como dominada por alpinos «inferiores». Debido a esto, el propio Hitler aminoraría posteriormente la importancia del nordicismo. El modelo tripartito convencional atribuyó la categoría de alpina a la mayor parte de la población de la Alemania de Hitler, especialmente después de la anexión de Austria. Ya en 1939, Hitler había abandonado la retórica nordicista a favor de la idea de que al pueblo alemán, como unidad, lo distinguían cualidades 'espirituales'.

## Declive de la teoría
Tras la Segunda Guerra Mundial, la división de las razas en «superiores» e «inferiores» perdió cualquier apoyo político y científico. La subdivisión tripartita de los «caucásicos» en nórdicos, alpinos y mediterráneos aún se mantendría entre algunos científicos hasta la década de 1960, principalmente con el libro de Carleton S. Coon The Origins of Race (1962), aunque acabaría siendo algo obsoleto ante el actual consenso de los biólogos, que sostienen la inaplicabilidad del concepto de subespecie dentro del Homo sapiens sapiens. El nordicismo jamás volvería a ser adoptado por el supremacismo blanco, ya que el birracialismo de Lothrop Stoddard, el arianismo nazi y el moderno nacionalismo blanco lo desbancarían.